# Christopher Læssø
Christopher Læssø, född 7 mars 1985 i Tåstrup, är en dansk skådespelare.
Læssø har bland annat medverkat i filmerna Nattvakten – Demons are Forever, Det är mitt liv! och The Square.

## Filmografi (i urval)
- 2003 – Det är mitt liv!
- 2007 – En man kommer hem
- 2017 – The Square
- 2023 – Nattvakten – Demons are Forever